# San Isidro (Atenas)
San Isidro è un distretto della Costa Rica facente parte del cantone di Atenas, nella provincia di Alajuela.